# Ficarolo
Ficarolo ist eine nordostitalienische Gemeinde (comune) mit 2163 Einwohnern (Stand 31. Dezember 2023) in der Provinz Rovigo in Venetien. Die Gemeinde liegt etwa 30,5 Kilometer westsüdwestlich von Rovigo und etwa 19 Kilometer nordwestlich von Ferrara am Po. Ficarolo grenzt unmittelbar an die Provinz Ferrara (Emilia-Romagna).

## Geschichte
Erstmals urkundlich erwähnt wird die Gemeinde 936. 
1152 kommt es zu einer Überschwemmung des Po, die als rotta di Ficarolo in die Geschichtsbücher eingeht und zahlreiche Orte und Städte im Podelta verwüstet.
Im Grenzgebiet zwischen Ficarolo und der Nachbargemeinde Gaiba wurde ein antikes römisches Gehöft entdeckt und unter der Leitung des Bochumer Archäologen Hermann Büsing zwischen 1992 und 2000 erforscht. Höhepunkt der Ausgrabungen war die Entdeckung des unversehrten Grabs einer ostgotischen Frau, der sogenannten Dame von Ficarolo. Diese wurde in voller Tracht im Alter von 40 bis 60 Jahren bestattet und wurde um 460 v. Chr. geboren. Anhand der beigegebenen Fibeln, Haarnadeln und des Schmucks konnte die Dame von Ficarolo nicht nur als Ostgotin identifiziert, sondern auch Stationen ihres Lebens rekonstruiert werden.